# Melissa Benoist
Melissa Marie Benoist (Houston, 4 ottobre 1988) è un'attrice statunitense.
È conosciuta principalmente per i ruoli di Marley Rose in Glee (2012-2014), e di Supergirl nell'omonima serie (2015-2021).

## Biografia
Figlia di Julie e Jim Benoist, nasce a Houston, in Texas, per poi crescere a Denver, in Colorado. Qui frequenta la Arapahoe High School, da cui si diploma nel 2007; ma invece di partecipare alla festa per il diploma, si unisce alla rappresentazione di Evita che i suoi compagni di corso organizzano al Country Dinner Playhouse, un locale ormai chiuso. Nel 2011 Benoist si laurea al Marymount Manhattan College.
Benoist debutta come attrice in Tennessee del 2008. Nel maggio 2012 partecipa a un provino per la serie televisiva Glee, cantando diverse canzoni, tra cui Fidelity di Regina Spektor, King of Anything di Sara Bareilles, un brano di Colbie Caillat e alcuni brani tratti dai musical. A luglio, dopo alcuni screen test, entra nel cast della serie tv nel ruolo di Marley Rose. Nel 2013 Benoist, Jacob Artist, Dean Geyer e Becca Tobin vengono scelti come ambasciatori del nuovo prodotto della Coca-Cola, P10 300 ml Coke Mismo. Nel gennaio 2015 viene scelta per interpretare Kara Zor-El, la protagonista della serie TV Supergirl trasmessa da The CW.

## Vita privata
Nel 2015 si sposa con il collega Blake Jenner, conosciuto sul set di Glee, da cui divorzia un anno dopo. Nel febbraio 2019 ufficializza il fidanzamento con l'attore Chris Wood, al quale era legata dal 2017: sposatisi nel settembre 2019, la coppia ha un figlio, nato nel settembre 2020.

## Filmografia

### Cinema
- Tennessee, regia di Aaron Woodley (2008)
- Whiplash, regia di Damien Chazelle (2014)
- Danny Collins - La canzone della vita (Danny Collins), regia di Dan Fogelman (2015)
- La risposta è nelle stelle (The Longest Ride), regia di George Tillman Jr. (2015)
- Band of Robbers, regia di Aaron Nee e Adam Nee (2015)
- Boston - Caccia all'uomo (Patriots Day), regia di Peter Berg (2016)
- Lowriders, regia di Ricardo de Montreuil (2017)
- Sun Dogs, regia di Jennifer Morrison (2017)
- Jay e Silent Bob - Ritorno a Hollywood (Jay and Silent Bob Reboot), regia di Kevin Smith (2019)
- Billy Boy, regia di Bradley Buecker (2017)
- Clerks III, regia di Kevin Smith (2022)

### Televisione
- Law & Order: Criminal Intent – serie TV, episodio 9x04 (2010)
- Blue Bloods – serie TV, episodio 1x03 (2010)
- Law & Order - Unità vittime speciali (Law & Order: SVU) – serie TV, episodio 12x05 (2010)
- The Good Wife – serie TV, episodio 2x09 (2011)
- Homeland - Caccia alla spia (Homeland) – serie TV, episodi 1x02-1x03 (2011)
- Glee – serie TV, 35 episodi (2012-2014)
- Supergirl – serie TV (2015-2021)
- The Flash – serie TV, 5 episodi (2016-2019)
- Arrow – serie TV, 4 episodi (2016-2020)
- Legends of Tomorrow – serie TV, episodio 2x07, 3x08, 5x01 (2016-2020)
- Waco, regia di John Erick Dowdle e Dennie Gordon - miniserie TV, 6 puntate (2018)
- Batwoman – serie TV, episodio 1x09 (2019)
- The Girls on the Bus – serie TV, 10 episodi (2024)
- The Waterfront – serie TV, 8 episodi (2025)

## Doppiatrici italiane
Nelle versioni in italiano delle opere in cui ha recitato, Melissa Benoist è stata doppiata da:
- Veronica Puccio in Supergirl, The Flash, Arrow, Legends of Tomorrow, Boston - Caccia all'uomo, Waco, Batwoman
- Francesca Manicone in La risposta è nelle stelle, Whiplash, La canzone della vita - Danny Collins, The Waterfront
- Tiziana Martello in Law & Order: Criminal Intent
- Valentina Favazza in Glee